# Shine a Light (chanson des Rolling Stones)
Pistes de Exile on Main St.
Stop Breaking Down
(16) Soul Survivor
(18)
Shine a Light est une chanson du groupe de rock britannique The Rolling Stones parue le 12 mai 1972 sur l'album Exile on Main St..

## Composition et enregistrement
Bien que signée Jagger/Richards, Shine a Light est presque entièrement composée par Mick Jagger. Elle commence à être écrite au début de 1968 alors que le groupe avait encore son ancien guitariste Brian Jones et son titre original était Get a Line On You, qui parlait de lui, de plus en plus plongé dans son addiction à la drogue.
Alors que la chanson provient des sessions de Beggars Banquet, elle a été réinventée par Mick Taylor avec Mick Jagger. Dans la démo, Mick Taylor joue deux solos de guitare puissants avec la voix puissante de Jagger. Enfin, Mick Jagger a ajouté des chœurs de gospel et Taylor a repris la basse et la guitare, ajustant mieux le final de la chanson.
Cette version finale mettait également en vedette le producteur des Stones Jimmy Miller à la batterie. Contrairement aux indications des crédits de l'album, c'est le bassiste Bill Wyman qui joue de la basse sur cette chanson (ainsi que sur d'autres de l'album), et non Mick Taylor. Cela est dû à une erreur de Mick Jagger qui a publié le mauvais crédit de l'album.
La chanson comprend également des chœurs de Clydie King, Joe Green, Venetta Fields et Jesse Kirkland. Billy Preston a fourni à la fois le piano et l'orgue pour l'enregistrement et a clairement influencé Jagger et la chanson pendant les sessions de mixage de l'album à Los Angeles. Jagger affirme que les visites à l'église locale de Preston ont inspiré les influences évangéliques sur l'enregistrement final alors que Richards était absent de ces sessions. Une version alternative sans les chœurs et avec un solo de guitare différent de Mick Taylor est sortie sur un disque pirate.

## Parution et postérité
Après la sortie de l'album, l'ancien manager du groupe Allen Klein a poursuivi les Rolling Stones pour rupture de contrat, car Shine a Light et quatre autres chansons ont été écrites alors que le groupe était sous contrat avec sa société ABKCO. Ce dernier obtient une part des droits d'éditions de l'album Exile on Main St. et a publié la même année une nouvelle compilation de chansons des Rolling Stones précédemment publiées, More Hot Rocks (Big Hits and Fazed Cookies).
Shine a Light est entré pour la première fois dans la setlist des Stones lors de la tournée Voodoo Lounge, et des performances en concert de la chanson de cette époque ont été incluses sur l'album Stripped (1995) et sa réédition corrigée Totally Stripped (2016). Les Stones ont joué la chanson pendant les tournée Bridges to Babylon (1997-98) et A Bigger Bang (2005-07). La chanson a donné son nom au documentaire de Martin Scorsese, sorti en 2008, montrant le concert des Stones au Beacon Theatre le 29 octobre 2006.

## Personnel
Crédités:
- Mick Jagger: chant
- Mick Taylor: guitare électrique
- Bill Wyman: basse
- Jimmy Miller: batterie
- Billy Preston: piano, orgue
- Clydie King, Joe Green, Venetta Field et Jesse Kirkland: choeurs

## Version de Leon Russell
Une version de la chanson intitulée (Can't Seem To) Get a Line on You, a été réalisée par Leon Russell aux studios Olympic en octobre 1969. Elle comporte Mick Jagger au chant, Charlie Watts à la batterie, Leon Russell lui-même au piano, Bill Wyman à la basse et Mick Taylor à la guitare. L'enregistrement a été réalisé pendant les sessions d'enregistrement de l'album Leon Russell (1970), auquel Watts et Wyman ont contribué. Cependant, la chanson a été écartée de l'album jusqu'en 1993, date à laquelle elle est finalement apparue en tant que titre bonus.